# 維斯威歇線性表示式
維斯威歇線性表示式（英語：Wiswesser line notation，簡稱WLN）是史上最早的、可以精確標示一個化合物的線性表示式，最早由威廉‧維斯威歇於1949年提出。1960年代間，帝国化学工业的CROSSBOW資料庫使用維斯威歇線性表示式來編碼。在科學資訊研究所中，維斯威歇線性表示式被用來當作分子結構排序的依據。該表示式也是市售有機化學中間體（英語：Commercially Available Organic Chemical Intermediates，CAOCI）的發展基礎。維斯威歇線性表示式至今仍然經常為一些機構使用著。亦有人出版書介紹如何以維斯威歇線性表示式編碼。
其後，威廉·維斯威歇於1982年又提出了進階維斯威歇線性表示式（英語：Advanced WLN），與此版本並不相容，但相較於維斯威歇線性表示式能夠更簡短的表示一個分子。

## 規則
由於其公開版本數過多，資料亦不易取得，此處以1949年開始使用的版本（通稱WLN 1949）為主，若敘述不清處則由其他版本擴充。

### 符號代表意義
總的原則是精簡、不使用過多符號。以基團未基本字母做表示，符號則由其他東西組成。
- 碳原子使用數字符號、X、Y、C表示。
  - 數字符號表示烷基的碳鏈長度。當碳鏈長度超過10時亦如此，如十八酸鈉（18VONa）。
  - X為四叉碳基，象形。
  - Y為三叉碳基，象形。 (此處不區別C基與CH基，而是以不飽和度間接計算出氫數)
  - C只使用在當碳只和兩個原子結鍵時。如二氧化碳（OCO）、氰化氫（NCH）。
- 羰基記作V，如硫代乙酸（1VSH）。
- 氮原子的表示方法：使用NMZK。
- 氧原子的表示法：使用OQW。
- 鹵素：用EFGI標記。
- 其他用單字母標記的原子：硼（B）、磷（P）、硫（S）、氫（H）。
  - 其餘原子使用元素符號標記。諸如鉀、鎢、鈾等的單字母元素符號改用Ka、Wo、Ur等等對應的二字母元素符號。
- 苯環使用R標記，其他環狀化合物，見下方。
- 不飽和度使用U，即不飽和（Unsaturated）之首位字母。
  - 碳雙鍵記作U，碳三鍵記作UU。
- 如果不起爭議且若不標記該位置不會予H替代，1省略。
- 當一個基團不接更多其他基團時，加&。不構成歧異時省略。

### 環
使用L、T、J作為標記。
- 脂肪環使用L~TJ表示，如環戊烷（L5TJ）。
- 完全不飽和環使用L~J表示，如：萘（L66J）。
  - 由於苯基已經由R表示。因此苯使用更精簡的寫法RH。
- 雜環使用T~J表示。若為雜環烷則注T，作T~T J。
- 非完全不飽和使用飽和環加注U的形式，如環己烯（L6UTJ）。

### 位置編碼
- 和其他的表示式不太一樣的是，WLN的位置標示是必須的。不過A位置省略。

### 排序
一個化合物會有若干個末端，意即不只一種寫法。標準化的過程中，將其不同分支排出優先序，再重新排列，即可得到唯一的表示式。
1. 選出適當端點：按照(字母倒序) (數字倒序) / - & R H排序，越前面優先度越高。
2. 在轉折點記錄分支時：
  1. 先短後長。
  2. 依照 (字母倒序) (數字倒序) / - & R H排序。

## 外部連結
- https://web.archive.org/web/20081208100050/http://www.emolecules.com/doc/cheminformatics-101.htm
- Everything Old is New Again: Wiswesser Line Notation (WLN) （页面存档备份，存于）